# Bomolocha citata
Bomolocha citata là một loài bướm đêm trong họ Noctuidae.